# Stenostira scita
A Stenostira scita a madarak osztályának verébalakúak (Passeriformes) rendjébe, ezen belül a Stenostiridae családba tartozó Stenostira nem egyetlen faja.

## Rendszerezése
A fajt Louis Pierre Vieillot francia ornitológus írta le 1818-ban, a Muscicapa nembe Muscicapa scita néven. Korábban a légykapófélék (Muscicapidae) családjába sorolták.

## Alfajai
- S. s. scita (Vieillot, 1818) – délnyugat-Dél-afrikai Köztársaság területén költ, télen Namíbia és Botswana területén is;
- S. s. saturatior Lawson, 1962 – dél-Dél-afrikai Köztársaság területén költ, télen északabbra is;
- S. s. rudebecki (Clancey, 1955) – Lesotho területén költ, télen a Dél-afrikai Köztársaság északabbi területein és Szváziföldön is.

## Előfordulása
Afrika déli részén, Botswana, a Dél-afrikai Köztársaság, Lesotho, Namíbia és Szváziföld területén honos.
Természetes élőhelyei a mediterrán, szubtrópusi vagy trópusi szavannák és cserjések, valamint szántóföldek, ültetvények és vidéki kertek. Vonuló faj.

## Megjelenése
Testhossza 12 centiméter, testtömege 4-8 gramm.
|  |

## Életmódja
Rovarevő, alapvetően legyeket és apró bogarakat fogyaszt.

## Szaporodása
Júliustól decemberig terjed a költési periódusa.

## Természetvédelmi helyzete
Az elterjedési területe nagyon nagy, egyedszáma pedig stabil. A Természetvédelmi Világszövetség Vörös listáján nem fenyegetett fajként szerepel.

## Fordítás
- Ez a szócikk részben vagy egészben  a   Fairy flycatcher című angol Wikipédia-szócikk fordításán alapul.  Az eredeti cikk szerkesztőit annak laptörténete sorolja fel. Ez a jelzés csupán a megfogalmazás eredetét és a szerzői jogokat jelzi, nem szolgál a cikkben szereplő információk forrásmegjelöléseként.